# Robert Göbl
Robert Göbl (* 4. August 1919 in Wien; † 8. Dezember 1997 ebenda) war ein österreichischer Numismatiker.

## Leben
Robert Göbl meldete sich nach der Beendigung der Schule im Jahr 1938 zur Wehrmacht. In seine reguläre Dienstzeit fiel der Beginn des Zweiten Weltkrieges, in dem er bis zu seiner Gefangennahme kämpfte. Er blieb bis 1947 in Gefangenschaft. Ab 1948 studierte er Alte Geschichte und Klassische Archäologie an der Universität Wien. Besonders prägend war für ihn Karl Pink mit seinen an der römischen Numismatik entwickelten Prinzipien und Methoden. Nach nur zwei Jahren des Studiums wurde Göbl mit der Arbeit Numismatisch-historische Untersuchungen zur Geschichte der Kaiser Valerianus und Gallienus promoviert. Fünf Jahre später wurde er habilitiert. Auf Vermittlung von Roman Ghirshman ordnete Göbl 1962 im Auftrag der UNESCO die Münzsammlung in Kabul und kopierte die berühmten, chronologisch bedeutenden Inschriften von Peschawar. 1965 wurde er zum außerordentlichen Professor an der Universität Wien berufen, seit 1971 hatte er an dort den Lehrstuhl für Antike Numismatik und vorislamische Geschichte Mittelasiens inne. Von 1965 bis 1987 leitete er als Gründungsdirektor das zum 600. Jubiläum der Universität Wien begründete Institut für Antike Numismatik, seit 1978 Institut für Numismatik (seit 2000 Institut für Numismatik und Geldgeschichte). Göbl konnte das Institut zu einem internationalen Zentrum der numismatischen Forschung entwickeln. 1989 wurde er emeritiert, sein Nachfolger wurde Wolfgang Hahn. 1970 begründete er die Numismatische Kommission der Österreichischen Akademie der Wissenschaften und war bis zu seinem Tode ihr Vorsitzender. Er wurde am Hernalser Friedhof bestattet.
Unter dem Einfluss von Franz Altheim kam Göbl zur vorislamisch-orientalischen Numismatik und erforschte neben der Numismatik auch Siegel der Sasanidenzeit. Ein weiterer Schwerpunkt lag in der Erforschung des Kuschanreiches. Für den König Kanischka II. konnte er in Verbindung mit Helmut Humbach ein absolutes Prägedatum um das Jahr 230 sichern. Seine Forschungen basierten auf den von Pink erarbeiteten Prinzipien, dessen Studien zur keltischen Numismatik Göbl fortsetzte. Auch zur griechisch-römischen Numismatik und den Hunnen leistete er bedeutende Forschungen. Auf seine Forschungen geht der Begriff Iranische Hunnen zurück.
Für die Lehre, der Göbl eine große Bedeutung beimaß, verfasste er mehrere Lehrbücher und prägte auch die Ausrichtung des Instituts für Numismatik maßgeblich. Vor allem in späterer Zeit erschloss er die Numismatik auch für andere Wissenschaftszweige als Quellwissenschaft. Er gab lange Jahre die Schriftenreihe Die Fundmünzen der römischen Zeit in Österreich heraus und übersetzte auch wissenschaftliche Literatur ins Deutsche. Mit Die Münzprägung des Kaisers Aurelianus (270-275) und dem posthum veröffentlichten Die Münzprägung der Kaiser Valerianus I., Gallienus, Saloninus (253/268), Regalianus (260) und Macrianus, Quietus (260/262) setzte er sich am Ende seiner wissenschaftlichen Karriere mit den Ergebnissen seiner Dissertation auseinander und überarbeitete die Ergebnisse noch einmal von Grund auf.
Göbl wurde 1963 korrespondierendes, 1971 wirkliches Mitglied der Österreichischen Akademie der Wissenschaften. 1981 wurde ihm der Wilhelm-Hartel-Preis zuerkannt.

## Schriften
- Der römische Münzschatzfund von Apetlon (= Wissenschaftliche Arbeiten aus dem Burgenland. Heft 5). Burgenländisches Landesmuseum, Eisenstadt 1954, zobodat.at [PDF].
- Die drei Versionen der Kaniška-Inschrift von Surkh Kotal. Verlag der Österreichischen Akademie der Wissenschaften, Wien 1965 (= Denkschriften der Österreichischen Akademie der Wissenschaften, Philosophisch-historische Klasse, Band 88, Abhandlungen 1).
- Zwei neue Termini für ein zentrales Datum der alten Geschichte Mittelasiens, das Jahr I des Kušānkönigs Kaniška. Österreichische Akademie der Wissenschaften und Böhlau, Graz/Wien/Köln 1965 (= Anzeiger der philosophisch-historischen Klasse der Österreichischen Akademie der Wissenschaften. Jahrgang 1964, Sonderdruck 7).
- Dokumente zur Geschichte der iranischen Hunnen in Baktrien und Indien. 4 Bände. Harrassowitz, Wiesbaden 1967.
- Sasanidische Numismatik. Klinkhardt und Biermann, Braunschweig 1968 (= Handbücher der mittelasiatischen Numismatik. Band 1).
- Regalianus und Dryantilla. Dokumentation. Münzen, Texte, Epigraphisches. Böhlau, Graz-Wien-Köln 1970, ISBN 3-205-04280-8 (= Denkschriften der Österreichischen Akademie der Wissenschaften, Philosophisch-historische Klasse, Band 101).
  - Sasanian Numismatics. Braunschweig 1971.
- Ostkeltischer Typenatlas. Klinkhardt und Biermann, Braunschweig 1973.
- Der sāsānidische Siegelkanon. Klinkhardt und Biermann, Braunschweig 1973 (= Handbücher der mittelasiatischen Numismatik, Band 4).
- Typologie und Chronologie der keltischen Münzprägung in Noricum. Verlag der Österreichischen Akademie der Wissenschaften, Wien 1973, ISBN 3-7001-0029-9 (= Denkschriften der Österreichischen Akademie der Wissenschaften, Philosophisch-Historische Klasse, Band 113; Veröffentlichungen der Numismatischen Kommission der Österreichischen Akademie der Wissenschaften, Band 2).
- Der Triumph des Sāsāniden Šahpuhr über Gordian, Philippus und Valerianus. Wien 1974.
- Die Tonbullen von Tacht-e Suleiman. Ein Beitrag zur spätsāsānidischen Sphragistik. Reimer, Berlin 1976 (= Tacht-e Suleiman, Band 1).
- Antike Numismatik. 2 Bände. Battenberg, München 1978, ISBN 3-87045-144-0.
- Sasanian Coins. In: Ehsan Yarshater (Hrsg.): The Cambridge History of Iran, 3 (1), The Seleucid, Parthian and Sasanian Periods. Cambridge 1983, S. 322–339.
- System und Chronologie der Münzprägung des Kušānreiches. Verlag der Österreichischen Akademie der Wissenschaften, Wien 1984, ISBN 3-7001-0618-1 (= Veröffentlichungen der Numismatischen Kommission. Sonderband).
- Numismatik. Grundriss und wissenschaftliches System. Battenberg, München 1987, ISBN 3-87045-231-5.
- Grabungen im Legionslager Carnuntum 1968–1978. Verlag der Österreichischen Akademie der Wissenschaften, Wien 1987, ISBN 3-7001-1157-6 (= Die Fundmünzen der römischen Zeit in Österreich. Sonderpublikation; Veröffentlichungen der Numismatischen Kommission der Österreichischen Akademie der Wissenschaften, Band 18).
- Der norische Tetradrachmenfund 1972 aus Haimburg in Kärnten. Versuch einer Gesamtkonstruktion. Verlag der Österreichischen Akademie der Wissenschaften, Wien 1987, ISBN 3-7001-1554-7 (= Sitzungsberichte der Österreichischen Akademie der Wissenschaften, Philosophisch-Historische Klasse, Band 522; Veröffentlichungen der Numismatischen Kommission der Österreichischen Akademie der Wissenschaften, Band 21).
- Münzprägung und Geldverkehr der Kelten in Österreich. Verlag der Österreichischen Akademie der Wissenschaften, Wien 1992, ISBN 3-7001-1987-9 (= Sitzungsberichte der Österreichischen Akademie der Wissenschaften, Philosophisch-Historische Klasse, Band 597; Veröffentlichungen der Numismatischen Kommission der Österreichischen Akademie der Wissenschaften, Band 28).
- Donum Burns. Die Kušānmünzen im Münzkabinett Bern und die Chronologie. Fassbaender, Wien 1993, ISBN 3-900538-42-5.
- Die Münzprägung des Kaisers Aurelianus (270-275). Verlag der Österreichischen Akademie der Wissenschaften, Wien 1993, ISBN 3-7001-1997-6 (= Moneta imperii Romani, Band 47; Denkschriften der Österreichischen Akademie der Wissenschaften, Philosophisch-Historische Klasse, Band 233; Veröffentlichungen der Numismatischen Kommission der Österreichischen Akademie der Wissenschaften, Band 29).
- Die Hexadrachmenprägung der Gross-Boier. Ablauf, Chronologie und historische Relevanz für Noricum und Nachbargebiete. Fassbaender, Wien 1994, ISBN 3-900538-44-1.
- Die Münzprägung der Kaiser Valerianus I., Gallienus, Saloninus (253/268), Regalianus (260) und Macrianus, Quietus (260/262). Verlag der Österreichischen Akademie der Wissenschaften, Wien 2000, ISBN 3-7001-2923-8 (= Moneta imperii Romani, Band 36, 43 und 44; Denkschriften der Österreichischen Akademie der Wissenschaften, Philosophisch-Historische Klasse, Band 286; Veröffentlichungen der Numismatischen Kommission der Österreichischen Akademie der Wissenschaften, Band 35).